# ビクタースポーツ
株式会社VICTOR SPORTS（ビクタースポーツ）は、VICTOR RACKETS IND. CORP台湾の関係会社であり、大阪市西区に本社を置くバドミントン用品メーカーである。

## 概要
バドミントン用品専門メーカーである。現在、デンマークナショナルチームとのスポンサー契約も行っている。
なお、JVCケンウッド（旧日本ビクター）グループとは無関係である。

## 沿革
- 1968年 現在会長である陳登立が、台湾台北市で勝利バドミントン会社を設立して，バドミントン用品の製造と販売を開始。
- 1976年 VICTORの商標を登録して、使用開始。本社に初めてのラケット工場を建設。
- 1977年 VICTORはオーストリア、西ドイツ、マレーシア、カナダなどで販売を開始。この時からVICTORは正式な海外販売を開始。
- 1980年 VICTORの協賛でヨーロッパ大会"VICTOR CUP"が開催され、台湾トッププロ選手と契約。
- 1983年 VICTORで初めてカーボンラケット"COLUMBIA"が誕生、販売を開始。同時，ウェアの製造と販売を開始。
- 1984年 勝利体育企業有限会社を勝利体育事業株式会社（VICTOR RACKETS IND. CORP）に社名変更。
- 1989年 中国の工場でシャトルコックの製造を開始。
- 1992年 南京でVICTOR工場を建設、南京興孚体育用品有限会社を設立。
- 2002年 陳庶元が社長に就任、同時にVICTORは2002～2005年中国バドミントンユース大会を冠協賛。
- 2008年 VICTOR RACKETS IND. CORPは設立40周年を迎える。
- 2009年 韓国ナショナルチーム・フィリピンナショナルチームと契約。
- 2010年 2010年BWFスーパーシリーズファイナルズオープン戦を冠協賛。
- 2011年 賞金総金額120万ドル韓国スーパーシリーズオープン戦を冠協賛[1]。
- 2011年 2011年6月に世界27ヶ国目となる日本にて営業を開始。

## 関係会社
VICTOR RACKETS IND. CORP (台湾)

## 企業ロゴマーク
コーポレートカラーは青と橙。シンボルは、これら2色には、空の青と大地の橙を表している。
空と大地は、バドミントンに必要な道具全てを製造販売している意味をもつロゴを組み合わせたものである。